# Protestas en Guatemala de 2020
Las protestas en Guatemala de 2020 se iniciaron el 21 de noviembre al 16 de diciembre de ese año cuando comenzaron las manifestaciones en Ciudad de Guatemala y varias otras partes del país en respuesta a la aprobación de un controvertido proyecto de ley de presupuesto por parte del Congreso Nacional en medio de la pandemia de COVID-19 y las secuelas de los huracanes Eta e Iota en Centroamérica. Más de 7000 manifestantes se reunieron en la ciudad capital para protestar contra el proyecto de ley, que incluía recortes en los gastos de educación y salud y un aumento de los fondos para las comidas y los gastos de los legisladores. Durante las protestas, informes de redes sociales mostraron un incendio dentro de una ventana del edificio del Congreso de Guatemala.

## Antecedentes
Al momento de las protestas, Guatemala estaba lidiando con los efectos de los huracanes Eta y Iota, tormentas consecutivas que trajeron lluvias torrenciales al país y la pandemia de COVID-19. Las tormentas provocaron deslizamientos de tierra que enterraron a más de 100 indígenas y destruyeron cultivos en todo el país- Durante este tiempo, el Congreso aprobó un proyecto de ley de presupuesto que recortó el gasto de los pacientes con COVID-19 y las agencias de derechos humanos. Los manifestantes afirmaron que este proyecto de ley fue aprobado mientras el país estaba distraído por desastres nacionales. El proyecto de ley también aumentó el estipendio del legislador para comidas y gastos al tiempo que recorta $ 25 millones del presupuesto destinado a combatir la desnutrición en el país. El presupuesto también recortó el gasto del poder judicial.
El 20 de noviembre de 2020, el vicepresidente Guillermo Castillo Reyes pidió a sí mismo y al presidente Alejandro Giammattei la renuncia. Castillo dijo que no renunciaría a menos que el presidente también lo hiciera.

## Manifestaciones
El 21 de noviembre de 2020, más de 7000 personas se reunieron en protesta en la Ciudad de Guatemala, la capital de Guatemala. Cientos de manifestantes también se reunieron en otras partes del país. Estudiantes universitarios encabezaron una protesta que comenzó a cuatro cuadras del Congreso Nacional. Una vez que llegaron a la plaza frente al edificio, montaron una guillotina. Los manifestantes pidieron al presidente Giammattei que vetara el proyecto de ley de presupuesto 2021.
También pidieron la dimisión de 125 de los 160 legisladores del Congreso. Agentes de policía uniformados se quedaron al margen mientras los manifestantes trepaban al frente del edificio del Congreso Nacional, rompían ventanas y arrojaban artefactos incendiarios. Después de que se incendiara el edificio, las fuerzas de seguridad lanzaron gases lacrimógenos en un intento de dispersar a la multitud. Varias personas resultaron heridas. Los bomberos llegaron para detener el fuego. El edificio, que estaba vacío en ese momento, estuvo en llamas durante unos 10 minutos, pero aún no se conoce el alcance de los daños.
Las protestas también incluyeron manifestaciones pacíficas en la capital del país. Entre los objetivos de los manifestantes estaba la Corte Suprema de Justicia, que recientemente retiró la inmunidad del enjuiciamiento de los magistrados constitucionales. Los magistrados habían bloqueado los esfuerzos de los políticos para detener las investigaciones sobre corrupción en el gobierno. La fiscal general María Consuelo Porras también fue blanco de ataques por solicitar el retiro de inmunidad a los magistrados constitucionales.

## Reacciones
El presidente Giammattei condenó los hechos diciendo: "Reitero que la gente tiene derecho a protestar según lo permitido por la ley. Pero no podemos permitir que la propiedad pública y privada sea objeto de vandalismo". Advirtió que cualquier persona identificada por haber participado en la causa del incendio sería procesada con toda la extensión de la ley.